# Funkcja rozkładu
Funkcja rozkładu – w fizyce jest to wielkość równa liczbie cząstek (gazu lub cieczy) mających w danej chwili określone z zadaną dokładnością położenie i prędkość. Funkcja rozkładu jest podstawowym pojęciem kinetycznej teorii gazów, fizyki statystycznej i mechaniki płynów.

## Definicja
W kinetycznej teorii gazów funkcja rozkładu {\displaystyle f} jest funkcją siedmiu parametrów makroskopowych: trzech składowych położenia {\displaystyle (x,y,z),} trzech składowych prędkości {\displaystyle (v_{x},v_{y},v_{z})} i czasu {\displaystyle t.} Definiuje się ją tak, by wyrażenie
{\displaystyle f(x,y,z;v_{x},v_{y},v_{z};t)\,d^{3}r\,d^{3}v}
równe było liczbie cząstek mających w chwili {\displaystyle t} prędkość w elemencie objętości {\displaystyle d^{3}v} wokół prędkości {\displaystyle (v_{x},v_{y},v_{z})} i położenie w elemencie objętości {\displaystyle d^{3}r} wokół punktu {\displaystyle (x,y,z).}
W równaniu powyższym wielkości {\displaystyle d^{3}v} i {\displaystyle d^{3}r} nie są wielkościami infinitezymalnymi w sensie matematycznym. Typowe w matematyce przejście graniczne
{\displaystyle d^{3}v\to 0,\quad d^{3}r\to 0}
jest na gruncie fizyki klasycznej jałowe, gdyż prowadzi do utraty ciągłości i gładkości {\displaystyle f} (patrz: teoria dystrybucji), a na gruncie fizyki kwantowej – wręcz niewykonalne (patrz: zasada nieoznaczoności). Dlatego {\displaystyle d^{3}v} i {\displaystyle d^{3}r} należy rozumieć jako elementy objętości na tyle duże, by zawierały bardzo dużą liczbę cząstek (np. {\displaystyle 10^{9}}); jednocześnie na tyle małe, by były dużo mniejsze od charakterystycznych długości dla zjawisk makroskopowych opisywanych funkcją rozkładu (np. {\displaystyle d^{3}r\approx 10^{-10}\,\mathrm {cm} ^{3}}). Dzięki takiej definicji funkcję rozkładu można traktować jako ciągłą i różniczkowalną funkcję swoich siedmiu parametrów.

## Własności
Funkcja rozkładu spełnia warunki
{\displaystyle n(x,y,z,t)=\int _{-\infty }^{\infty }\int _{-\infty }^{\infty }\int _{-\infty }^{\infty }f(x,y,z;v_{x},v_{y},v_{z};t)\,dv_{x}\,dv_{y}\,dv_{z}}
{\displaystyle N(t)=\int \!\!\int \!\!\int _{V}n(x,y,z,t)\,dx\,dy\,dz,}
gdzie:
{\displaystyle n(x,y,z,t)} – koncentracja cząstek w chwili {\displaystyle t} w punkcie {\displaystyle (x,y,z),}
{\displaystyle N(t)} – liczba cząstek w chwili {\displaystyle t} w zadanej objętości {\displaystyle V,}
{\displaystyle V} – pewna zadana objętość.

## Przestrzeń μ
Przestrzeń rozpięta przez siedem argumentów funkcji rozkładu, czyli trzech składowych położenia {\displaystyle (x,y,z),} trzech składowych prędkości {\displaystyle (v_{x},v_{y},v_{z})} i czasu {\displaystyle t} zwana jest przestrzenią μ.